# Acque profonde (film 2022)
Acque profonde (Deep Water) è un film del 2022 diretto da Adrian Lyne.
La pellicola è l'adattamento cinematografico dell'omonimo romanzo del 1957 scritto da Patricia Highsmith.

## Trama
Il ricco ingegnere di chip per droni Victor "Vic" Van Allen e sua moglie Melinda vivono con la figlia Trixie nella piccola città di Little Wesley (Louisiana) ma la stabilità della coppia è messa in discussione dal comportamento di Melinda che non perde occasione di farsi vedere dal marito flirtare con ragazzi più giovani.
Sperando di porre fine alla cosa, Vic dice all’attuale amante della moglie, Joel Dash, di aver ucciso il ragazzo che l’ha preceduto, Martin McRae, di cui in effetti non si hanno notizie da un mese e il cui cadavere viene rinvenuto di lì a poco. Joel, impaurito, diffonde la notizia nella piccola comunità e poi parte per Albuquerque. Il comportamento di Melinda però non cambia e Vic è costretto a vederla flirtare con Charlie De Lisle, suo nuovo amante e presunto insegnante di pianoforte, a una festa in piscina a casa di un amico. Durante questa festa però Charlie perde la vita affogando e così sia Melinda che un ospite, Don Wilson, che ha visto Vic e Charlie soli, accusano l’uomo di omicidio. L'unica che sembra credere all’innocenza di Vic è Kelly Wilson, giovane moglie di Don, con la quale Vic aveva ballato a una festa provocando la gelosia di Melinda e Don. È così che i due assumono un investigatore privato che però si fa subito scoprire da Vic.
Per nulla intimorita dalla possibilità che il marito abbia ucciso ben due dei suoi amanti, Melinda inizia una relazione con un suo ex, Tony Cameron, così Vic, con una scusa, porta l’uomo in un posto isolato, dove lo uccide e lo fa affondare nel fiume. Il giorno dopo, però, Melinda organizza un picnic per lui e Trixie proprio sul luogo dell'omicidio dove si dimentica la sciarpa. Vic, che si è accorto che il cadavere di Tony è riemerso, ne approfitta per avere una scusa per tornarci il giorno dopo in bicicletta. 
Mentre Don, che ha seguito Vic, scopre il corpo di Tony e, intenzionato a denunciare Vic, inizia una corsa in auto ma finisce in un dirupo morendo, a casa Melinda trova il portafoglio di Tony in un cesto di chiocciole nella serra di Vic e, capito cosa ha fatto, si prepara a lasciarlo con la figlia. Quando però Trixie, che sa che il padre ha ucciso Charlie, le dice che non ha intenzione di andarsene, Melinda brucia le prove che incriminano Vic dell’omicidio di Tony e quando Vic torna a casa dopo aver assistito alla morte di Don i due riprendono le loro vite come se nulla fosse mai successo.

## Produzione
Il budget del film è stato di 48,9 milioni di dollari.

## Promozione
Il primo trailer del film è stato diffuso il 14 febbraio 2022.

## Distribuzione
Negli Stati Uniti il film è stato distribuito su Hulu a partire dal 18 marzo 2022, mentre nel resto del mondo nello stesso giorno su Prime Video.